# Municipio de Krokom
Krokom (en sueco: Krokoms kommun) es un municipio de la provincia de Jämtland, Suecia, en la provincia histórica de Jämtland. Su sede se encuentra en la localidad de Krokom. El municipio actual se formó en 1974 cuando los antiguos municipios de Alsen, Föllinge, Offerdal y Rödön se fusionaron.

## Localidades
Hay once áreas urbanas (tätort) en el municipio:
| #  | Tätort               | Población |
| -- | -------------------- | --------- |
| 1  | Krokom               | 1921      |
| 2  | Ås                   | 1482      |
| 3  | Nälden               | 962       |
| 4  | Dvärsätt             | 754       |
| 5  | Föllinge             | 472       |
| 6  | Aspås                | 482       |
| 7  | Änge                 | 340       |
| 8  | Åssjöns norra strand | 335       |
| 9  | Hissmofors           | 315       |
| 10 | Vaplan               | 261       |
| 11 | Trångsviken          | 254       |

## Demografía

### Desarrollo poblacional
| Gráfica de evolución demográfica de Krokom entre 1970 y 2019 |
|                                                              |
| Fuente: SCB                                                  |